# Eriogonum alpinum
Eriogonum alpinum är en slideväxtart som beskrevs av Georg George Engelmann. Eriogonum alpinum ingår i släktet Eriogonum och familjen slideväxter. Inga underarter finns listade i Catalogue of Life.